# Eksistentiel psykologi
Eksistentiel psykologi eller eksistenspsykologi er en anerkendt retning inden for den moderne vestlige psykologi, der forstår menneskets psykiske liv eksistentielt.Eksistentiel psykologi omfatter en række beslægtede teorier, der blandt andet anvendes praktisk i eksistentiel terapi samt inden for organisationspsykologi, idrætspsykologi, pædagogisk psykologi og sundhedspsykologi.

## Hovedtræk
Den eksistentielle psykologi kan forstås som en udløber af den eksistentielle tradition, der fokuserer på de psykiske sider af menneskets eksistens. Det vil sige, at den eksistentielle psykologi forstår menneskets psyke med udgangspunkt i dets tilværelse og lægger vægt på dets evne til at tage ansvar for sit eget liv. Dermed bliver begreber om død, valg, frihed, mening, kærlighed, liv, mod og angst relevante for den psykologiske forståelse af menneskets tanker, følelser og handlinger. 
Den eksistentielle psykologi har udviklet sig i et tæt samspil med den eksistentielle psykoterapi. Den form for psykoterapi har fokus på at fremme klientens valg og ansvar i stedet for at følge en manual eller give værktøjer, redskaber eller øvelser til klienten. Målet med eksistentiel psykoterapi er, at klienten tager ansvar og overtager sit eget liv.
Den eksistentielle psykologi blev grundlagt i Europa og USA i tiden før og omkring Anden Verdenskrig. Den har siden begyndelsen været baseret på en kritik af den natur- og neurovidenskabelige psykologi, der ser mennesket som naturvæsen.

## Den eksistentielle psykologis historie
Eksistenspsykologien er en udløber af den eksistentielle filosofi, og hvis man går til den moderne eksistenspsykologi, er den både inspireret af eksistentiel filosofi og fænomenologi. De første eksistentielle psykologer var den østrigske læge Viktor Frankl og den schweiziske psykiater Ludwig Binswanger. I efterkrigstiden blev de fulgt af psykiateren Medard Boss. Desuden stod den skotske psykiater Ronald D. Laing for at udbrede tilgangen i England.
Den amerikanske psykolog Rollo May var med til at udbrede den eksistentielle psykologi i USA som et modsvar til datidens fremherskende psykoanalyse og behaviorisme. May var sandsynligvis den første til at anvende selve betegnelsen ‘eksistentiel psykologi’. Han mente, at psykoanalysen og behaviorismen overså, at mennesket havde en grundlæggende frihed og dermed også muligheder for at træffe valg ud over, hvad der var givet af arv og miljø. Han tilgang kaldes gerne eksistentiel-humanistisk psykologi, der er en form for eksistentiel psykologi. Den eksistentiel-humanistiske psykologi blev både inspireret af den eksistentielle filosofi og den eksistentielle terapi fra Europa samt af den humanistiske psykologi fra USA. Mens den eksistentielle psykologi oprindeligt var en alternativ strømning, er den i det 21. århundrede mere mainstream og overfladisk.
Andre vigtige historiske navne er Eugene Minkowski og James Bugental. I dag omfatter området blandt andre navne som Irvin D. Yalom, Kirk Schneider og Emmy van Deurzen. Flere internationalt anerkendte humanistiske psykologer og eksistenspsykologer som Abraham Maslow, Erich Fromm, Carl Rogers, Charlotte Bühler, Viktor Frankl og Rollo May er desuden oversat til dansk.  Mange af disse oversættelser havde betydning for udviklingen af tilgangen i Danmark.

## Eksistentiel psykologi i Danmark
I Danmark blev den eksistentielle psykologi præsenteret af teologen Søren Kierkegaard i bøger som Begrebet Angest. Den danske litteraturforsker Kresten Nordentoft var lektor i litteratur på Aarhus Universitet og skrev i 1970'erne flere bøger om forholdet mellem det sociale og psykologi hos Søren Kierkegaard, og Jens Højmark stod bag programmerne På sporet af mig selv...om eksistentiel psykologi på Danmarks Radio.
Efterhånden begyndte flere andre danskere også at skrive om emnet, som især Bo Jacobsen der er uddannet psykolog og dr. phil. og PhD i sociologi og samfundsforsker på Sociologisk Institut ved Københavns Universitet. Han fik en stor betydning for udbredelsen af den eksistentielle psykologi i Danmark og udgav ikke blot flere bøger og artikler om humanistisk psykoterapi, humanistisk psykologi og fænomenologisk psykologi, men også særskilt om emnet eksistenspsykologi; samt omkring flere særlige eksistentielle temaer. Herunder udviklede Bo Jacobsen et eksistenspsykologisk perspektiv, der byggede på og forbandt andre amerikanske og europæiske teorier omkring psykologi. Desuden udgav Bo Jacobsen blandt andet bøgerne Voksenundervisning og livserfaring og Mød eleven, der så eksistentielt på undervisning ud fra et socialpsykologisk perspektiv.
En anden repræsentant var terapeuten Anders Dræby, der var doktor i eksistentiel terapi som elev af Emmy van Deurzen. Han har især beskæftiget sig med terapien, og for ham er den eksistentielle terapeut en “oplyser” og “ledsager”, der skal hjælpe klienten til at få læring for livet. Hos ham er der tale om en dybdegående og integrerende terapi, der har fokus på at blive sig selv og finde mening som helt menneske. .
En tredje central repræsentant var psykologen Karsten Borg Hansen, der havde flere bøger og artikler bag sig. Karsten Borg Hansen skrev blandt andet eksistenspsykologisk omkring flere forskellige emner, hvilket blandt andet omfattede psykoterapi, kropslighed, sundhed og meditation samt oldgræsk religion og filosofi . Herunder udgav Karsten Borg Hansen en særskilt bog om betydningen af den ligeværdige dialog i relationen, som udkom i København i 2009 på Dansk Psykologisk Forlag. Hansen er uddannet cand. psych. fra Københavns Universitet, og han arbejdede som psykolog i København.
Vigtig var desuden psykologiforskeren Bjarne Jacobsen, der var uddannet cand. psych. og ansat på Roskilde Universitet. Han udgav blandt andet flere artikler om eksistenspsykologi samt bogen Eksistentiel psykologi - mellem himmel og jord. Den bog kredsede ud fra en eksistenspsykologisk vinkel omkring de forskellige eksistentielle aspekter af menneskets liv og levned. Bjarne Jacobsen skrev også flere bøger, der særligt handlede om Søren Kierkegaards psykologi og dens betydning ved blandt andet somatisk sygdom. I 2022 redigerede Bjarne Jacobsen sammen med Jonas Højgaard Frydenlund, Bo Jacobsen og Charlotte Mathiassen et temanummer af tidsskriftet Psyke og Logos om Eksistenstænkning. Nummeret indeholder en række forskellige artikler om eksistenstænkningens betydning for psykologien.
En femte repræsentant er Jørn Laursen, som er uddannet cand. psych fra Københavns Universitet. Han har ikke alene har skrevet to bøger om eksistentiel psykologi. Laursen er også skønlitterær forfatter og har skrevet romanerne Carls odyssé, Pælebjerget, Høfde 42 og Algot og eftermælet. Der findes adskillige andre danske repræsentanter som fx. Vibe Strøier, Ditte Winther Lundquist, Kenneth Aggerholm, Lotte Lykke Frederiksen, Casper Feilberg og Karen Schultz. I København findes desuden Forum for eksistentiel psykologi og terapi, som arrangerer foredrag inden for området.

## Eksistentiel psykologi i Norge og Sverige
Den eksistentielle psykologi har haft noget mindre betydning i Norge. Her har Eigil Olsvik blandt andet udgivet bogen Eksistens og dialog: en kritisk innføring i psykologisk teori og praksis. Udbredelsen har til gengæld været langt større i Sverige, hvor den eksistentielle tilgang er næsten lige så stor som i Danmark.
I Sverige kom den eksistentielle psykologi frem i 2000-tallet, og har blandt andet været repræsenteret af Elisabeth Serrander, der har skrevet bogen Existentiell coaching. En anden var psykologen Dan Stiwne, der har redigeret bogen Existens och psykisk hälsa: om hur liv och levnad förhåller sig till hälsa och ohälsa. Desuden har den svenske psykolog Ted Schröder skrevet bogen Det ometvenda, der præsenterer en eksistentiel forståelse af drømme.

## Særlige emneområder

### Almen psykologi
Den eksistentielle tilgang har betydning i almenpsykologien, der beskæftiger sig med, hvad det psykiske for mennesket er, herunder personlighed og udvikling. Bo Jacobsen har blandt andet skrevet om den eksistentielle personlighedspsykologi, der beskæftiger sig med menneskets personlighed, følelser, forestillinger og viljesliv, ligesom både han og Bjarne Jacobsen har skrevet generelt om menneskelivets eksistentielle psykologi. Der er også kommet forøget interesse for det eksistentielle perspektiv i udviklingspsykologien. Amerikanerne Gary T. Reker og Kerry Chamberlain har bidraget til at forstå livsudviklingen ud fra en eksistentiel vinkel, og man kan her tale om en eksistentiel udviklingspsykologi.

### Pædagogisk psykologi
Pædagogisk psykologi er den del af den anvendte psykologi, der beskæftiger sig med pædagogiske forhold, som læring, motivation og socialisering. Eksistentiel tilgang til pædagogisk psykologi fokuserer på at integrere principper fra eksistentiel filosofi og psykologi i pædagogisk praksis. Dette perspektiv søger at forstå og adressere de dybe aspekter af den menneskelige oplevelse, såsom meningen med livet, personlig ansvar og fri vilje, og hvordan disse aspekter kan påvirke læring og undervisning.
Eksistentiel tilgang til pædagogisk psykologi søger ikke kun at fokusere på intellektuel udvikling, men også på elevernes personlige vækst, identitet og relation til verden omkring dem. Det indebærer en helhedsorienteret tilgang, der anerkender den enkelte studerendes subjektivitet og personlige eksistens.
I dansk sammenhæng har Bo Jacobsen været vigtig for den eksistentielle tilgang til pædagogisk psykologi. Han foreslår i bogen Voksenundervisning og livserfaring en eksistentiel voksenundervisning baseret på kortlægning og artikulation af deltagernes livserfaringer. Bo Jacobsen udgav Mød eleven i 2003 sammen med Christina Sand Jespersen og Irene Christiansen. Denne bog er baseret på en række observationer og interviews med lærere og elever, og den handler om, hvad det vil sige at arbejde med en skoleklasse. Aarhus Universitet har en forskningsenhed for eksistentielfænomenologiske perspektiver på pædagogisk psykologi, der ledes af Ditte Winther Lundquist og hører under DPU (Danmarks Institut for Pædagogik og uddannelse).

### Idræts- og sportspsykologi
Idrætspsykologi er den del af den anvendte psykologi, der beskæftiger sig med de psykologiske aspekter af idræt og sport som motivation og træning. Den eksistentielle tilgang har også fået en stigende betydning i idrætspsykologien. Det viser sig i Mark Nestis bog Existential Psychology and Sport: Theory and Application. Den norske idrætsforsker Kenneth Aggerholm har desuden skrevet om eksistentiel idrætspsykologi. I Danmark er tilgangen er blandt andet en del af Team Danmarks sportspsykologiske arbejde. Desuden har Kenneth Aggerholm studeret unge fodboldspillere i Danmark for at finde svar på hvad der driver deres udvikling. Det har ført ham frem til en eksistentiel forståelse af talent, som bidrager med ny viden inden for sport.

### Sundhedspsykologi
Sundhedspsykologi er den del af psykologien, som beskæftiger sig med fremme og bevarelse af fysisk og psykisk sundhed. Herunder findes den eksistentielle sundhedspsykologi, som er en gren af psykologien, der kombinerer principperne fra eksistentiel psykologi med fokus på sundhed og trivsel. Eksistentiel psykologi sigter mod at forstå og udforske de dybere aspekter af den menneskelige oplevelse, såsom meningen med livet, fri vilje, personlig ansvar og forholdet mellem individet og den større eksistens. Når dette perspektiv anvendes på sundhedsområdet, handler eksistentiel sundhedspsykologi om at forstå, hvordan disse eksistentielle spørgsmål og udfordringer kan påvirke en persons sundhed og velvære. Eksistentiel sundhedspsykologi undersøger, hvordan meningen med livet og følelsen af formål kan påvirke en persons mentale og fysiske sundhed. Individets evne til at forstå og finde mening i deres livsoplevelser kan have betydning for deres overordnede sundhed og trivsel.
Eksistentiel sundhedspsykologi vægter ideen om personligt ansvar og autonomi. Individets evne til at træffe informerede valg om deres sundhed og tage ansvar for deres egen trivsel betragtes som afgørende. Tanken om fri vilje og individets evne til at træffe valg i overensstemmelse med deres egne værdier og ønsker er et vigtigt aspekt af eksistentiel sundhedspsykologi.
Den eksistentielle sundhedspsykologi findes blandt andet i Patrick Whiteheads bog Existential Health Psychology. Ifølge Whitehead er eksistentielle sundhedspsykologer vigtige i sundhedsvæsenet, hvor de blandt andet kan supplere hospitalspræster. Derudover ser de danske psykologer Bente Østerberg og Marianne Bache i bogen At være i verden med kronisk sygdom på, hvordan det er at leve med en alvorlig kronisk sygdom såsom sclerose. Ifølge forfatterne indebærer den slags sygdom altid en grundig rystelse af det selv, man er. Adskillige andre som Bo Jacobsen, Mads Bank og Dorte Toudal Viftrup har også beskæftiget sig med sundhed i et eksistentielt perspektiv.

### Klinisk psykologi
Klinisk psykologi er den del af den anvendte psykologi, der beskæftiger sig med diagnosticering og behandling af psykiske lidelser. Inden for klinisk psykologi kan eksistentiel psykologi bruges som en teoretisk ramme eller tilgang til at forstå klienters oplevelser og udfordringer på et dybere plan. Kliniske psykologer, der integrerer eksistentiel perspektiv, kan hjælpe klienter med at udforske de eksistentielle spørgsmål og temaer, der kan være relevante for deres mentale sundhed.
Eksistentielle terapeutiske principper kan integreres i kliniske interventioner for at hjælpe klienter med at finde mening, udvikle personlig ansvar, og håndtere de grundlæggende udfordringer i livet. Dette kan omfatte at arbejde med klientens personlige værdier, livsformål og det overordnede meningsgrundlag.. Integrationen af eksistentielle principper i klinisk praksis kan give en mere holistisk forståelse af klientens psykologiske og eksistentielle behov.

### Arbejds- og organisationspsykologi
De senere år har den eksistentielle tilgang især vundet udbredelse inden for arbejds- og organisationspsykologi, som er den del af den anvendte psykologi, der beskæftiger sig med de psykologiske aspekter af arbejde og organisation. Eksistentiel arbejds- og organisationspsykologi er således en gren inden for organisationspsykologien, der integrerer eksistentielle filosofiske ideer og koncepter i forståelsen af organisationer og arbejdslivet. Denne tilgang undersøger de dybere aspekter af menneskelig eksistens, men anvender dem på organisatoriske forhold og arbejdsmiljøer. Tilgangen søger at supplere mere traditionelle organisatoriske tilgange ved at integrere en dybere forståelse af menneskelig eksistens for at fremme en sund og meningsfuld arbejdskultur, støtte medarbejdernes trivsel og engagement samt adressere komplekse organisatoriske udfordringer.
Det er blandt andet sket gennem canadieren Joe Kelly, der har forsket i eksistentiel organisationspsykologi. Den danske psykolog Karen Schultz udgav i 2000 bogen Eksistens i arbejdslivet, der ser på, hvordan der kan skabes mening for medarbejdere og virksomheder i organisationer. Desuden har psykologen Vibe Strøier skrevet om anvendelsen af eksistentiel tilgang i psykologisk konsulentarbejde. Andre har blandt andet skrevet om stress i arbejdslivet ud fra et eksistentielt perspektiv.
Området er tæt forbundet med eksistentiel ledelse og eksistentiel coaching. Internationalt har Monica Hanaway herunder både skrevet om eksistentiel ledelse og eksistentiel coaching, der orienterer sig mod at tage ansvar og finde mening.

### Psykologisk forskningsmetode
Psykologi bruger generelt både forskningsmetoder fra både natur-, human- og samfundsvidenskaberne til at indsamle og forstå kvantitative og kvalitative data. Herunder er især den eksistentielle fænomenologi blevet anvendt som en metode til kvalitativ forskning i psykologi, hvilket blandt andet bliver gjort rede for hos Casper Feilberg og John Maul.

### Andet
Der er også flere andre eksistentielle perspektiver på psykologi som i kropspsykologi. Herunder er en tilgang Bioeksistentiel Psykoterapi, som er udviklet af psykolog Olav Storm Jensen. Der findes også kritik af tilgangen, blandt andet for at mange forståelse for etikken.